# AIUTA
AIUTA (fr. Association internationale des Universités du troisième âge, pol. Międzynarodowe Stowarzyszenie Uniwersytetów Trzeciego Wieku) – powołane w 1975 r. Faktyczną działalność rozpoczęło 1976 r. Pierwszym przewodniczącym AIUTA był Pierre Vellas.
Cele AIUTA w początkach działalności:
- współpraca między Uniwersytetami Trzeciego Wieku na świecie oraz innymi instytucjami edukacyjnymi na poziomie wyższym dla osób starszych i instytucjami gerontologicznymi,
- przedstawienie idei Uniwersytetu Trzeciego Wieku wyższym uczelniom na całym świecie, tak aby same mogły tworzyć Uniwersytety tego typu,
- szybki i skuteczny przepływ informacji między istniejącymi uczelniami na temat ich działalności, kadry oraz przekazywanych treści.

Aktualne cele:
- wydawanie tzw. list informacyjnych i łącznościowych dla członków stowarzyszenia,
- organizacja kongresów, seminariów, warsztatów,
- umożliwianie wymiany kadrze naukowej i słuchaczom,
- merytoryczny i organizacyjny nadzór nad badaniami dotyczącymi zagadnień gerontologicznych.

AIUTA pełni rolę eksperta od problematyki gerontologicznej w organizacjach międzynarodowych. Jest uznana m.in. przez WHO, UNESCO, ONZ, Międzynarodowe Biuro Pracy, Radę Europy. 
Organami AIUTA są:
- Zgromadzenie Ogólne, które składa się z:
  - członków zwyczajnych, którzy posiadają prawo głosu,
  - członków nadzwyczajnych, którzy nie posiadają prawa głosu.

- Rada Administracyjna, składa się z:
  - ok. 20 radców wybranych przez Zgromadzenie Ogólne,
  - maksymalnie 5 dokooptowanych.

- Biuro Rady Administracyjnej, składa się z:
  - przewodniczącego,
  - wiceprzewodniczących,
  - sekretarza,
  - skarbnika,
  - doradców członków Rady Administracyjnej.

- Prezydentura

- Komitety i Komisje (np. Komitet Naukowy odpowiedzialny za organizowanie kongresów).

Przewodniczącego AIUTA wybiera Rada Administracyjna.